# Silya Magnana
Silya Magnana (ur. 16 marca 1991) – algierska siatkarka, grająca na pozycji środkowej, reprezentantka kraju. Karierę rozpoczynała w klubie ASW Bidżaja. Obecnie występuje w drużynie Mb Bidżaja.